# Llebre del Chaco
La llebre del Chaco (Dolichotis salinicola) és una espècie de rosegador de la família dels càvids. Viu a l'Argentina, Bolívia i el Paraguai. Es tracta d'un animal que viu a caus de grans dimensions, fàcilment identificables per la presència de grans quantitats de terra a les entrades. El seu hàbitat natural són els matollars plans i àrids del Gran Chaco. Es creu que no hi ha cap amenaça per a la supervivència d'aquesta espècie.